# Ande, ríase usté con el arca de Noé
Ande, ríase usté con el arca de Noé est une série espagnole de bandes dessinées illustrée par Francisco Ibáñez, publiée en 1964 dans la revue El Campeón de las Historietas qui dépeint les aventures comiques d'une agence animalière particulière.

## Caractéristiques
La série se déroule dans une agence chargée de fournir à ses clients toutes sortes d'animaux aux caractéristiques extravagantes : des chevaux capables de jouer aux échecs, des ânes capables de jouer du saxophone, des singes capables de réciter la liste des souverains wisigoths et des joueurs de Madrid, etc. Les employés de l'agence sont Noé (en référence évidente au Noé biblique), un patron despotique et grincheux, et son subordonné Pepe, un homme pas très malin à l'appétit vorace, au point qu'il apparaît généralement en train de manger quelque chose de différent dans chacun des dessins où il apparaît, de la tête de porc à la luzerne même de l'âne dont il s'occupe.
La série est particulièrement surréaliste et absurde, ce qui est renforcé par le troisième personnage de la série, la pieuvre de Don Noé. Il s'agissait d'un céphalopode doté de quatre tentacules qui renforçait normalement les actions et les attitudes de son propriétaire, en faisant généralement les mêmes gestes que lui, bien qu'à l'occasion il l'aidait à tenir des objets ou exerçait une autre activité parallèle.

## Édition
La série apparaît en 1960 et est publiée dans les 49 premiers numéros de la revue El Campeón de las Historietas et dans certains numéros de El DDT.